# Jacobus Everhardus Josephus van den Berg

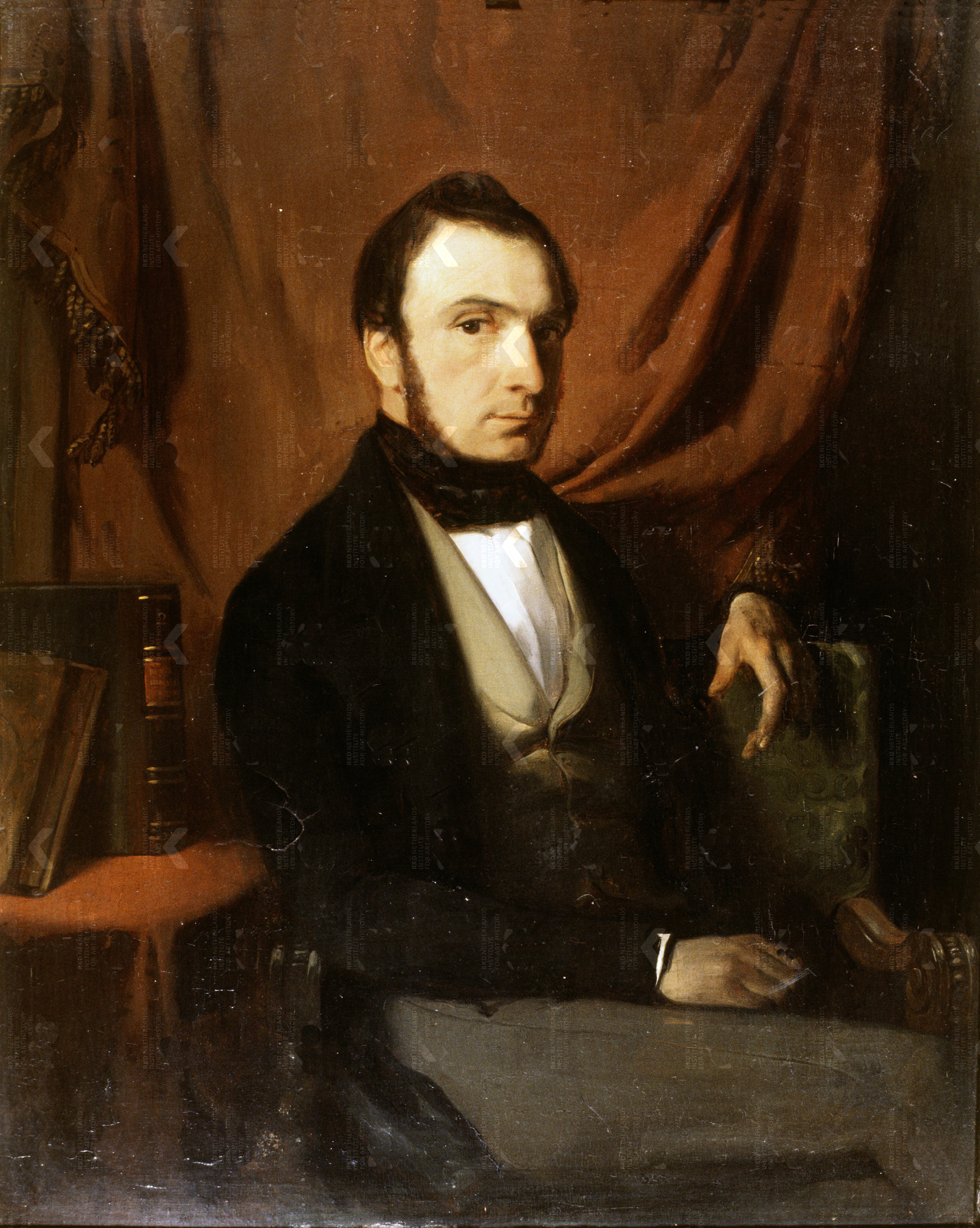
Porträt von Cornelis Jacob Bosman

Jacobus Everhardus Josephus van den Berg (* 8. November 1802 in Rotterdam; † 20. Juli 1861 in Den Haag) war ein niederländischer Maler und Kunstpädagoge.
Er war als Sohn des Malers Gijsbertus Johannus van den Berg (1769–1817) geboren. Den ersten Malunterricht erteilte ihm sein Vater. Er studierte an der Koninklijke Academie voor Schone Kunsten van Antwerpen sowie privat beim Historienmaler Willem Jacob Herreyns (1743–1827).
Danach verbrachte er acht Jahre in Italien, besuchte auch Paris. 1839 kam er nach Den Haag zurück. 1844 wurde er zum Professor an der Koninklijke Academie van Beeldende Kunsten in Den Haag berufen. Er arbeitete oft mit Jacobus Theodorus Abels (1803–1866) zusammen.
Zu seinen Schülern gehörten Julius van de Sande Bakhuyzen, Alexander Hugo Bakker Korff, Willem de Famars Testas, Cornelis Albertus Johannes Schermer, Philip Sadée und Ferdinand Carl Sierich.